# 677 (szám)
A 677 (római számmal: DCLXXVII) egy természetes szám, prímszám.

## A szám a matematikában
A tízes számrendszerbeli 677-es a kettes számrendszerben 1010100101, a nyolcas számrendszerben 1245, a tizenhatos számrendszerben 2A5 alakban írható fel.
A 677 páratlan szám, prímszám. Normálalakban a 6,77 · 102 szorzattal írható fel.
A 677 n2 + 1 alakú prímszám (lásd: Landau-problémák).
A 677 négyzete 458 329, köbe 310 288 733, négyzetgyöke 26,01922, köbgyöke 8,78071, reciproka 0,0014771. A 677 egység sugarú kör kerülete 4253,71645 egység, területe 1 439 883,019 területegység; a 677 egység sugarú gömb térfogata 1 299 734 405,4 térfogategység.
A 677 helyen az Euler-függvény helyettesítési értéke 676, a Möbius-függvényé −1.